# C/2021 A1 (Leonard)

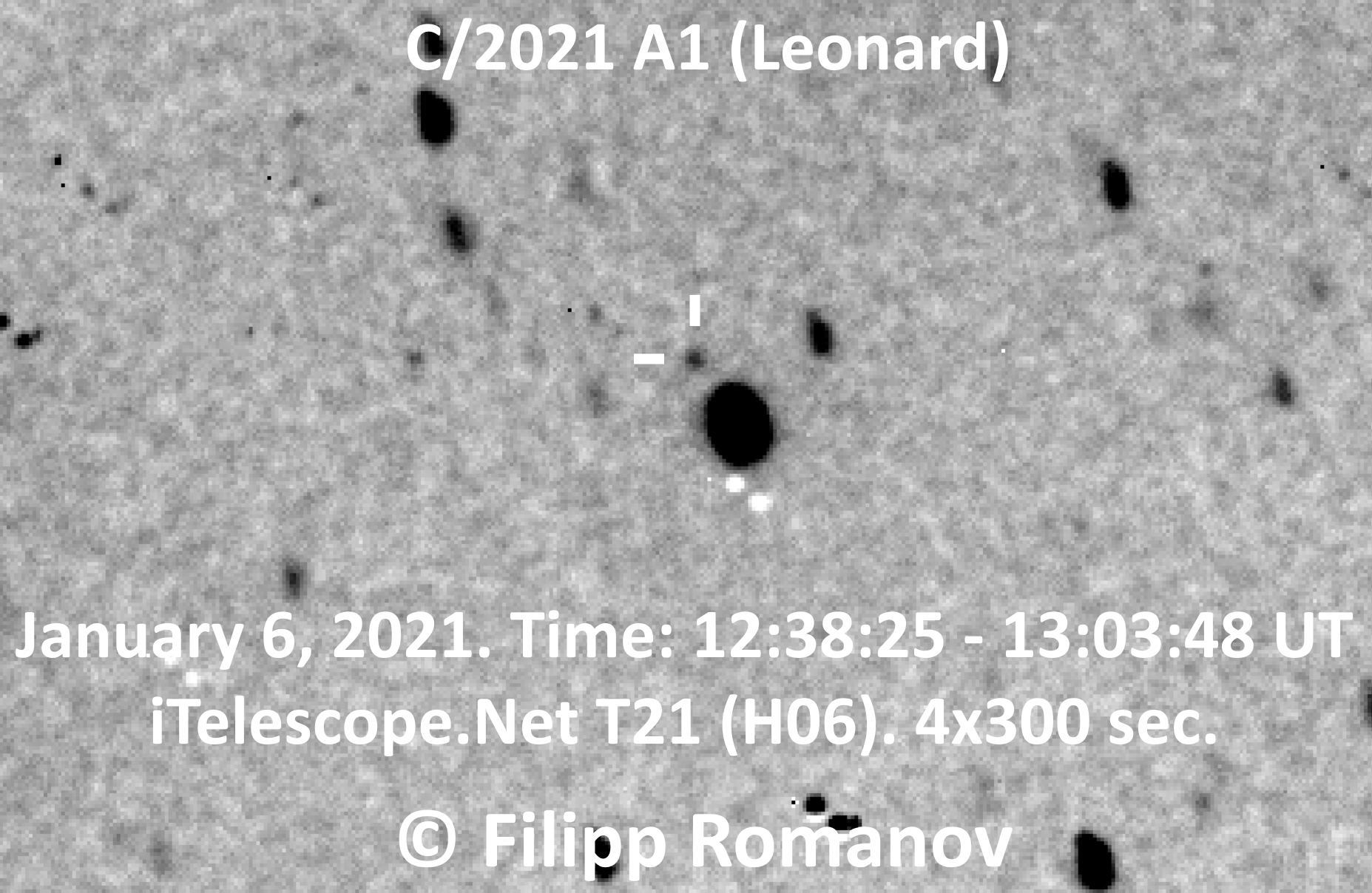
C/2021 A1彗星的長曝光複合圖像

C/2021 A1 (Leonard)，中文譯為雷納德、倫納德或萊納德，是一顆回歸的長週期彗星，於2021年1月3日由亞利桑那大學研究專員G.J.雷納德（G. J. Leonard）透過萊蒙山天文台發現，當時這顆彗星距離太陽5 AU（750 × 106 km），並且還需一年才會抵達近日點。5AU是木星軌道與太陽的平均距離，這個距離也是甲醇（CH3OH）和水開始昇華（相變）的距離。這是2021年發現的第一顆彗星，其軌道為逆行運動。在2021年12月12日，這顆彗星將以0.233 AU（34.9 × 106 km）的距離掠過地球，12月18日以0.028 AU（4.2 × 106 km）的距離掠過金星。他將於2022年1月3日最接近太陽，並且預期在2021年12月可以在無光害的場所用裸眼看見這顆彗星。彗星的視星等達到4等時，應該是雙筒望遠鏡觀賞的好目標。在通過近日點之後，這顆彗星將遠離或離開太陽系。

C／2021 A1繞行太陽的軌道動畫－2021年近日點
C/2021 A1·
太陽·
水星·
金星·
地球·
火星

使用這顆彗星進入太陽系行星區域之前的1950年曆元，以質心軌道解析的軌道週期約為7萬年。因此，這顆彗星大約在35,000年前，在距離3,500 AU（520 × 109 km）處開始回歸。在2022年9月之後，以雙曲線軌道向太陽系外移動。